# Bosansko-podrinjska županija Goražde
Bosansko-podrinjska županija Goražde (boš. Bosansko-podrinjski kanton Goražde) peta je od ukupno deset županija u Federaciji Bosne i Hercegovine. Nalazi se u istočnom dijelu Bosne i Hercegovine, a županijsko središte su grad Goražde.

## Zemljopis
Županija se nalazi u istočnom dijelu Bosne uz Sarajevsku županiju. Površina županije iznosi 504,6 km² a broj stanovnika je oko 35.200.

## Upravna podjela
Središte županije je Goražde. Županiju čine općine Goražde, Pale-Prača i Foča-Ustikolina.